# SC Traktor Oberwiesenthal

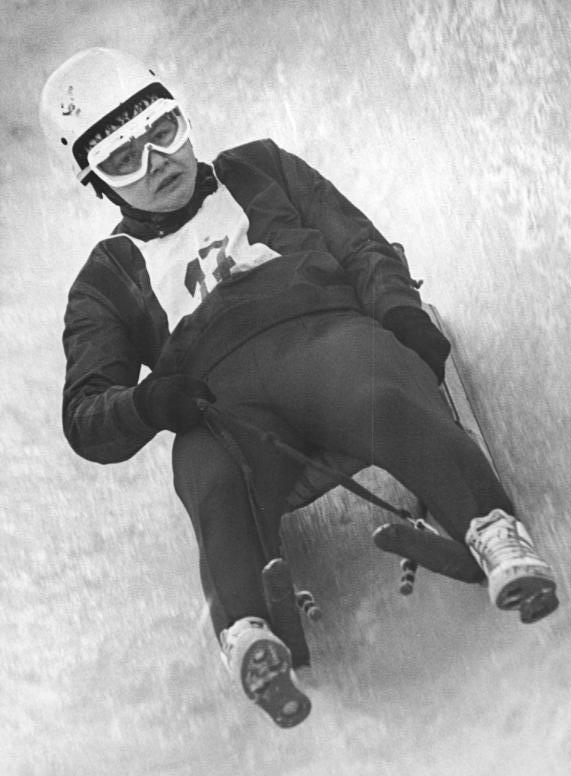
Ortrun Enderlein, 1964 in Innsbruck erste Rennrodel-Olympiasiegerin überhaupt, bei den DDR-Meisterschaften auf der Spießbergbahn im selben Jahr

Der Sportclub Traktor Oberwiesenthal war ein im sächsischen Oberwiesenthal ansässiges Leistungszentrum für Alpinen und Nordischen Skisport sowie Rennrodeln. Als Sportclub bestand er von 1955 bis 1990, seine Mitglieder errangen zahlreiche nationale und internationale Erfolge. Er war eines der Aushängeschilder der Sportvereinigung Traktor.

## Geschichte

Logo des SC Traktor Oberwiesenthal

Die Sportvereinigung Traktor, die in Schwerin bereits den SC Traktor Schwerin aufgebaut hatte, richtete ihr Wintersport-Leistungszentrum im traditionsreichen Wintersportort Oberwiesenthal am Fichtelberg im Erzgebirge ein. Im Jahre 1955 gründete sich der SC Traktor Oberwiesenthal. Zunächst wurden Ski alpin und nordisch als Schwerpunkte gefördert. Ab 1958 erfolgte auch der systematische Aufbau einer Rennrodel-Sektion. Im Jahr 1965 entstand die Kinder- und Jugendsportschule (KJS) Oberwiesenthal.
Wegen angeblicher Unrentabilität und des Ausbleibens internationaler Erfolge löste die DDR-Sportführung 1968 den alpinen Rennsport aus der Kinder- und Jugendsporthilfe heraus und untersagte den alpinen Rennläufern ein Jahr später die weitere Teilnahme an internationalen Vergleichen. Beim SC Traktor konzentrierte sich die Förderung somit fortan auf Rennrodeln, Skispringen und Skilanglauf sowie die Nordische Kombination.
Im Jahr 1974 erfolgten die Weihe der neuen Fichtelbergschanze sowie der Bau eines Langlauf- und Biathlon-Stadions. Im Jahr 1980 weihte der SC Traktor einen neuen großen Sportkomplex mit Kinder- und Jugendsportschule ein, die drei Jahre später nach Sigmund Jähn benannt wurde. Nach der Wende löste sich der SC Traktor Oberwiesenthal auf.

## Nachwirken
1990 gründete sich der Oberwiesenthaler SV 1990 e. V., der sich als Nachfolger versteht und sich mit Kegeln, Bowling, Aerobic, Volleyball und Fahrradfahren befasst. 1999 wurde für den alpinen Skisport der Alpine Skiclub Oberwiesenthal e. V. gegründet. 

Da das für ein Bundesleistungszentrum nicht genügte, wurde 2002 der WSC Erzgebirge Oberwiesenthal gegründet. Heute sind Oberwiesenthal und Klingenthal, wo es mit dem SC Dynamo Klingenthal in der DDR ebenfalls einen namhaften Wintersportclub gab, ein gemeinsamer Bundesstützpunkt für den Skisport. Der WSC Erzgebirge Oberwiesenthal profitiert von einer großen Anzahl von Vereinen in Sachsen, deren beste Wintersportler nach Oberwiesenthal wechseln.
Im Dezember 2009 erfolgte die Gründung eines gleichnamigen Vereins, der sich auf den traditionsreichen Namen beruft und sich unter maßgeblichem Einfluss eines Gastronomen hauptsächlich der jährlichen Veranstaltung eines Spektakels mit Oben-Ohne-Rodler(inne)n befasst. Als offizieller Rechtsnachfolger gilt jedoch der Oberwiesenthaler SV 1990.

## Erfolgreiche Sportler
| - Uwe Bellmann - Detlef Bertz - Bernd Blechschmidt - Klaus-Michael Bonsack - Reinhard Bredow - Christa Decker - Walter Eggert - Harald Ehrig - Ortrun Enderlein - Wolfram Fiedler - Ulf Findeisen - Renate Fischer - Ilse Geisler - Torsten Görlitzer | - Dettlef Günther - Bernd Hahn - Ulrich Hahn - Klaus Halbauer - Petra Hinze - Thomas Jacob - Dietrich Kampf - Christian Kiehl - Angela Knösel - Gabriele Kohlisch - Michael Köhler - Thomas Köhler - Andreas Langer - Steffi Martin | - Hans-Joachim Menge - Anna-Maria Müller - Horst Müller - Christine Nestler - Gaby Nestler - Günter Oettel - Sylke Otto - Barbara Petzold - Heike Popel - Eberhard Riedel - Dieter Scharf - Wolfgang Scheidel - Jens Schenke - Ernst Scherzer | - Cerstin Schmidt - Roswitha Stenzel - Petra Tierlich - Anna Unger - Helmut Vollprecht - Michael Walter - Ulrich Wehling - Jens Weißflog - Falko Weißpflog - Roland Weißpflog - Eva-Maria Wernicke-Wehling - Hans-Heinrich Winkler - Konrad Winkler - Joachim Winterlich |

## Galerie

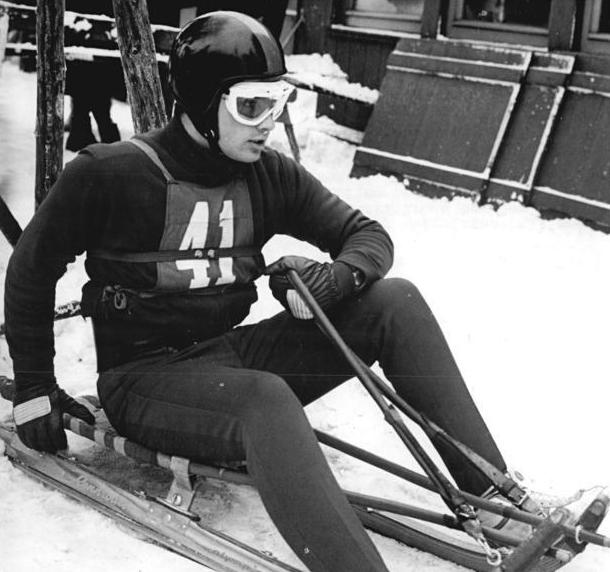
Klaus-Michael Bonsack, Olympiasieger 1968, am Start der Spießbergbahn, auf der er 1969 einen seiner elf DDR-Meister-Titel holte
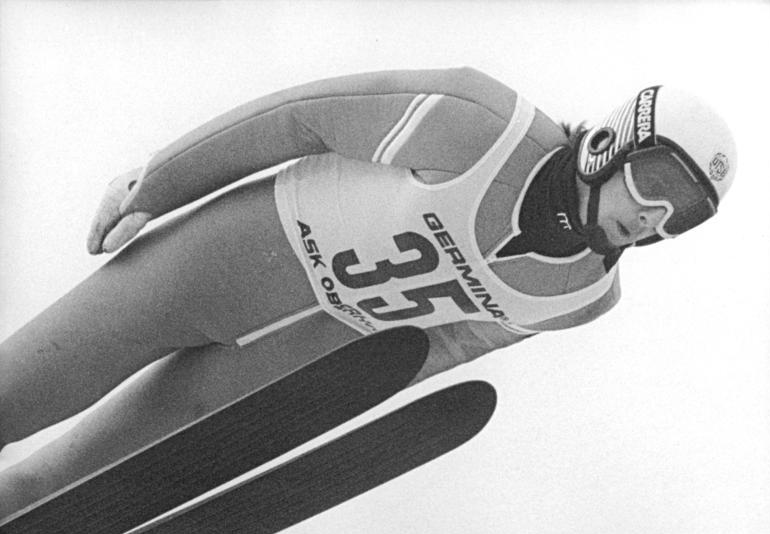
Jens Weißflog, Skisprung-Olympiasieger 1984 und 1994, bei der 41. DDR-Skimeisterschaft 1989 in Oberwiesenthal
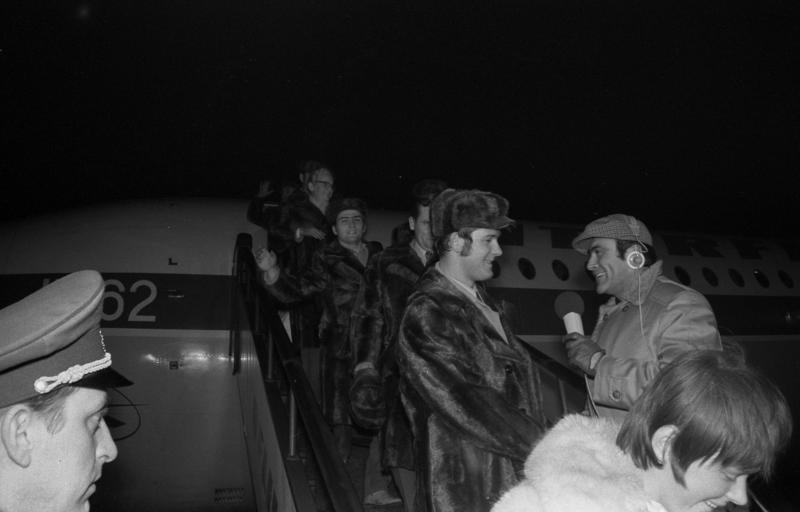
Heinz Florian Oertel interviewt Ulrich Wehling, dreifacher Olympiasieger der nordischen Kombination, nach dessen Rückkehr aus Sapporo 1972.
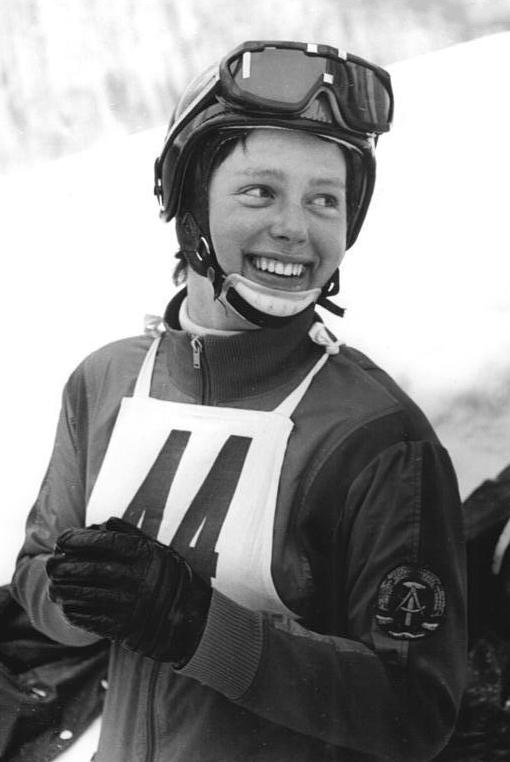
Anna-Maria Müller, Rennrodel-Olympiasiegerin 1972, ein Jahr zuvor beim Internationalen Mitropa-Pokal in Oberwiesenthal
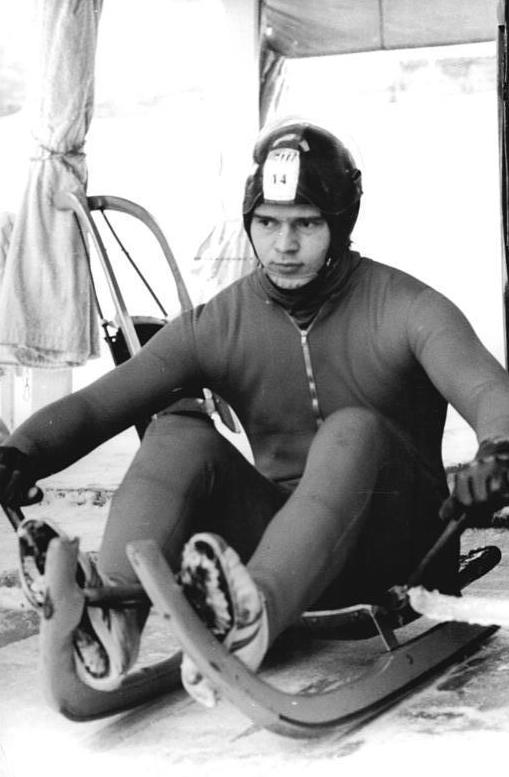
Dettlef Günther, Olympiasieger 1976